# 圣莫里斯-圣日耳曼
圣莫里斯-圣日耳曼（法語：Saint-Maurice-Saint-Germain，法語發音：[sɛ̃ moʁis sɛ̃ ʒɛʁmɛ̃]）是法国厄尔-卢瓦省的一个市镇，属于诺让勒罗特鲁区。该市镇于1835年由原市镇圣莫里斯德加卢（Saint-Maurice-de-Galoup）和圣日耳曼德莱皮奈（Saint-Germain-de-l'Épinay）合并而成。

## 地理
圣莫里斯-圣日耳曼（48°29'50"N, 1°4'38"E）面积12.19 平方千米，位于法国中央-卢瓦尔河谷大区厄尔-卢瓦省，该省份为法国北部内陆省份，北起顺时针与厄尔省、伊夫林省、埃松省、卢瓦雷省、卢瓦-谢尔省、萨尔特省和奧恩省接壤。
与圣莫里斯-圣日耳曼接壤的市镇（或旧市镇、城区）包括：迪尼。

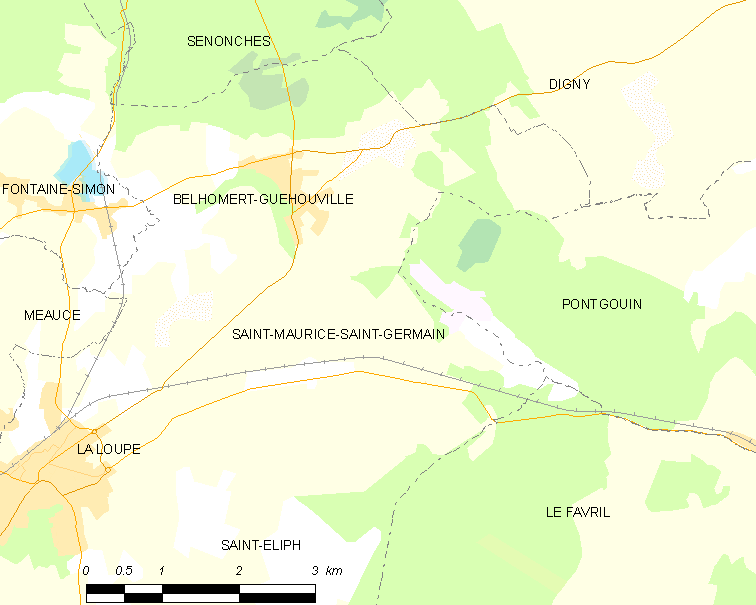
圣莫里斯-圣日耳曼的OSM定位图

圣莫里斯-圣日耳曼的时区为UTC+01:00、UTC+02:00（夏令时）。

## 行政
圣莫里斯-圣日耳曼的邮政编码为28240，INSEE市镇编码为28354。

## 政治
圣莫里斯-圣日耳曼所属的省级选区为诺让勒罗特鲁县。

## 人口

1962-2008年间圣莫里斯-圣日耳曼人口变化图示

圣莫里斯-圣日耳曼于2022年1月1日时的人口数量为484人。

## 友好城市
- 義大利 皮埃蒙特自由镇